# Rumuński Prawosławny Episkopat Ameryki
Rumuński Prawosławny Episkopat Ameryki (Romanian Orthodox Episcopate of America, Episcopia Ortodoxă Română din America) – prawosławna diecezja obejmująca obszar Stanów Zjednoczonych. Założona w 1929 jako diecezja Rumuńskiego Kościoła Prawosławnego obejmująca obszar Stanów Zjednoczonych i Kanady i zrzeszająca istniejące tam już wcześniej etnicznie rumuńskie parafie prawosławne. Od 1994 jest częścią Kościoła Prawosławnego w Ameryce jako jedna z trzech jego etnicznych jednostek administracyjnych na prawach diecezji z szerokim zakresem autonomii. Od 1984 na czele Episkopatu Rumuńskiego stoi arcybiskup Detroit Nataniel (Popp).
Od 1936 Episkopat wydaje dwujęzyczne pismo Solia. Dzieli się na następujące dekanaty:
- Dekanat Atlantycki
- Dekanat Kanady
- Dekanat Michigan
- Dekanat Środkowego Zachodu
- Dekanat Ohio i Zachodniej Pensylwanii
- Dekanat Pacyfiku
- Dekanat Południowy.

Na ich terytorium działa 100 etnicznie rumuńskich parafii oraz 3 monastery: monaster Wniebowstąpienia Pańskiego w Detroit, monaster Zaśnięcia Matki Bożej w Rives Junction, monaster Przemienienia Pańskiego w Elwood City.